# Marge Redmond
Marge Redmond (Cleveland (Ohio), 14 december 1924 - 10 februari 2020) was een Amerikaanse actrice.

## Biografie
Redmond begon met acteren in het theater, zij maakte in 1955 haar debuut op Broadway in met de musical Phoenix '55. Hierna heeft zij nog meerdere keren opgetreden op Broaday. In 1956 met de musical Bells Are Ringing, in 1976 met het toneelstuk California Suite, in 1979 met de musical Sweeney Todd, in 1981 met het toneelstuk The Dresser en in 1983 met het toneelstuk The Corn is Green.
Redmond begon in 1959 met acteren voor televisie in de televisieserie The Ann Sothern Show. Hierna heeft zij nog meerdere rollen gespeeld in televisieseries en films zoals The Disorderly Orderly (1964), The Fortune Cookie (1966), The Flying Nun (1967-1970), Family Plot (1976) en Manhattan Murder Mystery (1993).
Redmond is in 1950 getrouwd met Jack Weston en zijn later gescheiden.

## Filmografie[3]

### Films
Uitgezonderd korte films.
- 1999 Earthly Possessions – als oude vrouw in bank
- 1993 Manhattan Murder Mystery  - als mrs. Dalton
- 1993 Hear No Evil – als mrs. Kendall
- 1988 Heart and Soul – als Helen Dewey
- 1976 Family Plot – als Vera Hannagan
- 1974 The Carpenters – als moeder
- 1973 A Brand New Life – als Eleanor
- 1971 Johnny Got His Gun – als eerste verpleegster
- 1970 Adam at Six A.M. – als Cleo
- 1967 Banning – als Marcie
- 1967 Carousel – als mrs. Mullin
- 1966 The Fortune Cookie – als Charlotte Gingrich
- 1966 Death of a Salesman – als vrouw in het hotel
- 1966 The Trouble with Angels – als zuster Ligouri
- 1964 The Disorderly Orderly – als verpleegster
- 1961 Sanctuary – als Flossie

### Televisieseries
Uitgezonderd eenmalige gastrollen.
- 1991 – 1992 Matlock – als mrs. McCardle – 5 afl.
- 1967 – 1970 The Flying Nun – als zuster Jacqueline – 80 afl.

### Computerspellen
- 2004 Grand Theft Auto: San Andreas – als voetganger
- 2003 Max Payne 2: The Fall of Max Payne – als mama / buurvrouw

- Biblioteca Nacional de España: XX5901023
- Library of Congress Control Number: no90005103
- Nationale Bibliotheek van Israël: 987007325814505171
- Virtual International Authority File: 1587156858533049780005
- WorldCat: E39PBJxxkM47JGgjM68D9bCqQq